# Спадкування
Спадкува́ння — перехід прав та обов'язків (спадщини) від фізичної особи, яка померла (спадкодавця), до інших осіб (спадкоємців) (ст. 1216 ЦК України).
В українській мові для позначення спадщини також використовуються слова ба́тьківщина (майно, успадковане від батьків), матери́зна (спадщина від матері), баби́зна (успадковане від баби), діді́вщина та діди́зна (успадковане від діда).

## Види спадкування
- Спадкування за заповітом
- Спадкування за законом

## Здійснення спадкування
Спадкоємцями за заповітом і за законом можуть бути фізичні особи, які є живими на час відкриття спадщини, а також особи, які були зачаті за життя спадкодавця і народжені живими після відкриття спадщини. За заповітом спадкоємцями також можуть бути юридичні особи й інші учасники цивільних відносин.
Спадкоємці за законом одержують право на спадкування почергово. Кожна наступна черга спадкоємців за законом одержує право на спадкування у разі відсутності спадкоємців попередньої черги, усунення їх від права на спадкування, неприйняття ними спадщини або відмови від її прийняття.
Громадянин може стати спадкоємцем незалежно від віку, статі, стану здоров'я тощо. Отже, спадкоємцями можуть бути не тільки дієздатні, але й недієздатні громадяни. В останньому випадку відповідні дії, необхідні для прийняття спадщини, здійснюють їх законні представники — батьки, усиновителі, опікуни.
Існує п'ять черг спадкування за законом:
1 черга: діти спадкодавця, у тому числі зачаті за життя спадкодавця та народжені після його смерті, той з подружжя, який його пережив, та батьки (Стаття 1261 Цивільного кодексу України)
2 черга: рідні брати та сестри спадкодавця, його баба та дід як з боку батька, так і з боку матері (ст.1262 ЦК України)
3 черга: рідні дядько та тітка спадкодавця (ст.1263 ЦК України)
4 черга: особи, які проживали зі спадкодавцем однією сім'єю не менше, як п'ять років до часу відкриття спадщини (ст.1264 ЦК України)
5 черга: інші родичі до шостого ступеня спорідненості включно, утриманці спадкодавця, які не були членами його сім'ї (ст.1265 ЦК України)
Ступінь споріднення визначається за числом народжень, що віддаляють родича від спадкодавця. Народження самого спадкодавця не входить до цього числа.
До родичів четвертого ступеня споріднення належать діти рідних племінників та племінниць спадкодавця (двоюрідні онуки та онучки) і рідні брати та сестри його діда та баби (двоюрідні дід та баба).
До родичів п'ятого ступеня споріднення — діти його двоюрідних онуків і онучок (двоюрідні правнуки та правнучки), діти його двоюрідних братів та сестер (двоюрідні племінниці та племінники), діти його двоюрідних дідів та бабок (двоюрідні дядьки та тітки).
Родичі шостого ступеня споріднення це — діти його двоюрідних правнуків та правнучок (двоюрідні праправнуки та праправнучки), діти його двоюрідних племінників та племінниць (троюрідні онуки та онучки), діти його двоюрідних дядьків та тіток (троюрідні брати та сестри).
Утриманцем вважається неповнолітня або непрацездатна особа, яка не була членом сім'ї спадкодавця, але не менш як п'ять років одержувала від нього матеріальну допомогу, що була для неї єдиним або основним джерелом засобів до існування.
У Європі вже є декілька юридичних фірм, які займаються виключно регулюванням цифрового спадку.

## Витрати на отримання спадщини
Оформлення спадщини передбачає здійснення спадкоємцем наступних платежів:
- Державне мито. Видача свідоцтва про право на спадщину коштує 2 неоподаткованих мінімуми доходів громадян (51 грн). Свідоцтво про право власності на частку в спільному майні подружжя, яке видається в разі смерті одного з подружжя, коштуватиме 0,03 неоподаткованих мінімуми доходів громадян (0,51 грн).

- Оплата послуг нотаріуса. Плата за послуги приватного нотаріуса визначається за домовленістю між нотаріусом та особою, яка звернулася за вчиненням нотаріальної дії. Натомість тарифи на послуги правового характеру (окрім державного мита), які не пов'язані із вчинюваними нотаріальними діями, а також послуги технічного характеру, що надаються державними нотаріусами державних нотаріальних контор, затверджуються наказами відповідних головних територіальних управлінь юстиції та публікуються на сайтах таких органів.

- Плата за внесення/отримання відомостей зі Спадкового реєстру. Спадковим реєстром є електронна база даних, яка містить відомості про посвідчені (складені та/або прийняті на зберігання) заповіти і спадкові договори, заведені спадкові справи та видані свідоцтва про право на спадщину. Відкриваючи спадкову справу нотаріус зобов'язаний перевірити за даними Спадкового реєстру інформацію про наявність або відсутність заведених спадкових справ, спадкових  договорів, посвідчених заповітів, виданих свідоцтв про право на спадщину та виготовити  відповідні витяги/інформаційні довідки з реєстру. За проведення перевірки інформації про наявність або відсутність посвідченого заповіту та спадкового договору або заведеної спадкової справи та виданих свідоцтв про право на спадщину з видачею витягу або інформаційної довідки стягується плата у розмірі 51 гривні. Таку ж суму доведеться сплатити за формування у Спадковому реєстрі одного реєстраційного запису про видачу свідоцтва про право на спадщину або його дубліката з видачею про це відповідного витягу. Водночас плата не справляється з пільгових категорій громадян: інвалідів I та II груп — за усі звернення до Спадкового реєстру; інвалідів Великої Вітчизняної війни та прирівняних до них осіб — за проведення перевірки інформації про наявність або відсутність посвідченого заповіту, спадкового договору або заведеної спадкової справи; громадян, віднесених законом до 1-ї категорії осіб, постраждалих внаслідок Чорнобильської катастрофи; дітей-сиріт; непрацездатних за віком; громадян, що успадковують майно осіб, які загинули при захисті України, у зв'язку з виконанням інших державних чи громадських обов'язків або з виконанням обов'язку громадянина щодо врятування життя людей, охорони громадського порядку та боротьби із злочинністю, охорони приватної власності або колективної чи державної власності, а також осіб, реабілітованих у встановленому порядку, — за формування у Спадковому реєстрі реєстраційного запису про видачу свідоцтва про право на спадщину або його дубліката.

- Витрати на оцінку майна, що оформляється в порядку спадкування. Здійснення оцінки успадкованого, але ще не оформленого майна, зумовлено, в першу чергу, потребами оподаткування. Проведення оцінки майна є обов'язковим, крім випадків визначення розміру податку при спадкуванні власності, вартість якої оподатковується за нульовою ставкою. При оформленні об'єктів нерухомості спадкоємець подає нотаріусу звіт або висновок про експертну оцінку майна (при оформленні земельної ділянки — витяг із технічної документації про нормативну грошову оцінку земельної ділянки). Якщо в останньому випадку витяг видається центрами надання адміністративних послуг безкоштовно, то за звіт про оцінку майна потрібно буде сплатити суму, визначену суб'єктом оціночної діяльності.

- Податок на дохід, отриманий в результаті прийняття спадщини. Об'єкти спадщини в Україні оподатковуються за:

нульовою ставкою податку — вартість власності, що успадковується членами сім'ї спадкодавця першого ступеня споріднення; вартість власності (об'єкти нерухомості та рухомого майна, готівка/кошти, що зберігаються на рахунках спадкодавця, відкритих у банківських і небанківських фінансових установах, у тому числі депозитні (ощадні), іпотечні сертифікати, сертифікати фонду операцій з нерухомістю), що успадковується особою, яка є інвалідом I групи або має статус дитини-сироти або дитини, позбавленої батьківського піклування; вартість власності (об'єкти нерухомості та рухомого майна), що успадковуються дитиною-інвалідом; (облігації Державної цільової безпроцентної позики 1990 року, облігації Державної внутрішньої виграшної позики 1982 року, державні казначейські зобов'язання СРСР, сертифікати Ощадного банку СРСР) та грошові заощадження громадян України, поміщені в установи Ощадного банку України та колишнього Укрдержстраху протягом 1992—1994 років, погашення яких не відбулося, що успадковуються будь-яким спадкоємцем (ст. 174 Податкового кодексу України).
ставкою податку 5 % — вартість будь-якого об'єкта спадщини, що успадковується спадкоємцями, які не є членами сім'ї спадкодавця першого ступеня споріднення (ст. 174 Податкового кодексу України);
ставкою податку 18 % — для будь-якого об'єкта спадщини, що успадковується спадкоємцем від спадкодавця-нерезидента, та для будь-якого об'єкта спадщини, що успадковується спадкоємцем-нерезидентом від спадкодавця-резидента (ст. 174 Податкового кодексу України).

## Історія

### Материзна
Материзна — у давньому українському суспільстві — майно, яке перейшло у спадок по матері. До нього входило і те майно, яке принесла жінка, виходячи заміж. Чоловік не мав права ним користуватися без дозволу жінки.